# Преследования православных в Косово
Преследования православных в Косово — ряд преследований, которым подвергались и подвергаются в Косово церковь, духовенство и последователи Православной Церкви по причине исповедуемой веры и совершаемых обрядов. Значительную часть преследуемых составляют верующие Сербской православной церкви (сербы по национальному происхождению).
Некоторые авторы описали, что православные сербы из спорной территории Косово преследовались с 1990–х годов.
Большинство сербского населения было изгнано в результате кампаний этнической чистки, и многие из них стали жертвами военных преступлений косовских албанцев.
Наследие средневекового сербского государства и Сербской православной церкви, в том числе монументы, охраняемые ЮНЕСКО, широко распространено по всему Косово, и многие из них стали жертвами войны в Косово.
Карима Беннун, специальный докладчик Организации Объединенных Наций в области культурных прав, сослалась на многочисленные сообщения о массовых нападениях на церкви, совершенных Освободительной армией Косово (ОАК). Она также указала на опасения монахов и монахинь за свою безопасность. Джон Клинт Уильямсон объявил о результатах расследования Специальной следственной группы ЕС и указал, что определенный элемент ОАК намеренно преследовал меньшинства с помощью актов преследования, которые также включали осквернение и разрушение церквей и других религиозных объектов.
По данным Международного центра правосудия переходного периода, 155 сербских православных церквей и монастырей были разрушены косовскими албанцами в период с июня 1999 года по март 2004 года. Объект всемирного наследия, состоящий из четырех сербских православных церквей и монастырей, внесен в Список всемирного наследия, находящегося под угрозой.
В многочисленных отчетах о правах человека постоянно указываются на антисербские настроения и негативное отношение к Сербской православной церкви, а также на дискриминацию и злоупотребления.
В ежегодном Международном отчете о свободе вероисповедания Государственного департамента США писали, что муниципальные чиновники продолжали отказываться выполнять решение Конституционного суда 2016 года, подтверждающее решение Верховного суда 2012 года о признании права собственности монастыря Высоки Дечани на землю.
Перемещенным сербам часто запрещают посещать ежегодное паломничество по соображениям безопасности из-за протестов косовских албанцев перед православными церквями. Международная группа по правам меньшинств сообщила, что косовские сербы лишены физической безопасности и, следовательно, свободы передвижения, а также у них нет возможности исповедовать свою православную религию.